# Amis de la Nouvelle-Allemagne
 (mai 2014).
Si vous disposez d'ouvrages ou d'articles de référence ou si vous connaissez des sites web de qualité traitant du thème abordé ici, merci de compléter l'article en donnant les références utiles à sa vérifiabilité et en les liant à la section « Notes et références ».
Les Amis de la Nouvelle-Allemagne (Friends of New Germany) était une organisation américaine nazie fondée en 1933. Son objectif principal était de promouvoir une vision favorable de l'Allemagne nazie aux États-Unis.

## Histoire
En mai 1933, Rudolf Hess autorise un ressortissant allemand résidant aux États-Unis, Heinz Spanknobel, à former une organisation nazie américaine. Le résultat fut la création des Amis de la nouvelle Allemagne. Une aide est alors accordée à sa formation par le consul allemand de New York. L'organisation, bien que basée à New York même, avait une forte présence à Chicago, dans l'Illinois.
En 1936, l'organisation est absorbée par le Bund germano-américain après qu'Adolf Hitler eut un temps appelé à la quitter.